# Dørgefiskeri (Trolling)
|  | Flytteforslag Denne side er foreslået flyttet til Dørgefiskeri eller Trolling. Klik her for at se flytteforslaget. Begrundelse: Bør flyttes til enten dørgefiskeri eller trolling |

Dørgefiskeri, ofte også kaldet trolling efter det engelske udtryk, er en fiskemetode, der praktiseres fra en båd i bevægelse. Metoden går ud på at slæbe en eller flere agn (kunstagn eller naturlig agn) efter båden i en bestemt hastighed for at affiske større vandområder og lokalisere samt friste fisk til hug. Dørgefiskeri anvendes i både ferskvand (søer, åer) og saltvand (kyster, åbent hav).
Begreberne "dørgning" og "trolling" bruges ofte i flæng på dansk. Nogle lystfiskere skelner dog, hvor "dørgning" refererer til en simplere form med færre stænger, ofte håndholdte eller i simple stangholdere, mens "trolling" betegner en mere avanceret og udstyrsintensiv version med flere stænger, brug af sideplanere, downriggere og elektronik for præcis kontrol over agnens dybde og placering. Internationalt er "trolling" den mest udbredte betegnelse.

## Metode
Kernen i dørgefiskeri er at præsentere agnen for fisken på en attraktiv måde, mens båden bevæger sig. Bådens fremdrift giver agnen (typisk en wobler, blink eller lignende dens lokkende bevægelsesmønster i vandet. Ved at variere bådens hastighed, kurs og agnens dybde kan lystfiskeren systematisk affiske store områder og forskellige dybder. Lystfiskeren kan også benytte sig af fx flåd med påsat vægt og evt. en tykkere forfang (end hovedlinen) der beskytter mod geddens og sandartens skarpe tænder, og som agn kan så benyttes mindre skaller eller andre småfisk (hvis der fiskes i ferskvand) og mindre sild, brisling eller tobis (hvis der fiskes i saltvand).
Hastigheden er afgørende og afhænger af de arter, man fisker efter, samt vandtemperatur og agntype. For eksempel foregår dørgefiskeri efter gedder ofte ved relativt lave hastigheder (ca. 3-4 km/t), mens fiskeri efter laks og havørred på åbent hav kan kræve højere hastigheder.
Moderne dørgefiskeri involverer ofte brug af flere fiskestænger samtidigt. For at sprede linerne og undgå, at de filtrer sammen, anvendes ofte:
- Sideplanere (også kaldet paravaner eller planer boards): Anordninger, der trækker linen ud til siden for båden, så man kan dække et bredere område og fiske med flere agn på én gang uden linekludder.
- Downriggere: Mekaniske eller elektriske spil med en tung lodvægt, der tager agnen ned på en præcis, forudbestemt dybde. Linen fra fiskestangen fastgøres til loddet med en udløserklemme, som slipper linen, når en fisk hugger.

Brug af elektronisk udstyr som GPS og ekkolod (fishfinder) er udbredt for at kunne navigere præcist, identificere interessante bundstrukturer (skrænter, rev, grødekanter), finde stimer af byttefisk og se dybden.

## Udstyr
Udstyret til dørgefiskeri varierer afhængigt af de målrettede arter og ambitionsniveauet:
- Båd: En nødvendighed. Kan variere fra små joller til større, specialudstyrede trollingbåde. Sikkerhedsudstyr som redningsveste er essentielt.
- Stænger: Typisk kraftige stænger, ofte mellem 7 og 9 fod (ca. 2,1 - 2,7 meter), med en rygrad, der kan håndtere presset fra både agnen i vandet, eventuelle sideplanere/downriggere og store fisk.
- Hjul: Både fastspolehjul og multihjul kan bruges. Multihjul foretrækkes ofte til tungere trolling, da de er robuste og har stor linekapacitet samt en kraftig bremse. Til lettere dørgefiskeri, f.eks. efter gedde eller aborre, kan et kraftigt fastspolehjul være tilstrækkeligt.
- Line: Fletline er populær på grund af dens styrke i forhold til tykkelsen og minimale stræk, hvilket giver god kontakt til agnen og effektiv krogning. Tykkelsen afhænger af fiskeriet (f.eks. 0.25-0.35 mm til gedde). Et forfang af fluorocarbon eller wire (til gedder) bruges ofte for enden af hovedlinen.
- Endegrej (Agn): Wobblere i forskellige størrelser, former og farver er meget udbredte. Også blink, spinnere, swimbaits og i nogle tilfælde naturlig agn (f.eks. agnfisk rigget på specielle rigs) anvendes. Valget afhænger af art, dybde og årstid.
- Hjælpeudstyr: Stangholdere, sideplanere, downriggere, ekkolod, GPS, tænger, krogløser, net m.m.

## Målrettede arter i Danmark
Dørgefiskeri er en effektiv metode til mange fiskearter i danske farvande:
- Gedde: En af de mest populære arter til dørgefiskeri i søer og brakvandsområder. Dørgning er særligt effektivt i de koldere måneder (forår og efterår), hvor gedderne ofte står mere spredt. Store woblere og swimbaits er typiske agn.
- Sandart: Kan også fanges ved dørgefiskeri, ofte på dybere vand i søer. Wobblere er effektive.
- Aborre: Større aborrer kan fanges ved dørgning med mindre woblere eller jigs, ofte langs skrænter eller over stengrund.
- Laks og Havørred: Dørgefiskeri (ofte kaldet trolling her) er den dominerende metode til fangst af laks og havørred på åbent hav, f.eks. omkring Bornholm, Møn og i Kattegat/Øresund. Her bruges ofte flere stænger, sideplanere og downriggere for at affiske forskellige dybder samtidigt med blink og woblere.

## Fordele og ulemper
Fordele
- Meget effektivt til at dække store vandområder.
- God metode til at lokalisere fisk, der står spredt.
- Muliggør præcis kontrol med agnens dybde (specielt med downriggere).
- Tillader brug af flere stænger og agn samtidigt (hvor reglerne tillader det).

Ulemper
- Kræver adgang til en båd.
- Kan være udstyrs- og omkostningstungt, især avanceret trolling.
- Kan være mindre aktivt og intenst end f.eks. spinnefiskeri.
- Potentiel risiko for bundhug, især i ukendt terræn.
- Brændstofforbrug og miljøpåvirkning fra bådmotor (medmindre du ror på en sø, hvor der ikke kan benyttes motor).

## Regler og etik
Som ved alt lystfiskeri er det vigtigt at sætte sig ind i gældende regler for det specifikke fiskevand. Dette inkluderer:
- Generelle fiskeregler (fisketegn).
- Mindstemål og fredningstider for de enkelte arter.
- Eventuelle fangstbegrænsninger (antal fisk pr. dag).
- Lokale regler, f.eks. forbud mod trolling i visse søer eller områder, begrænsninger på antal stænger, eller regler for brug af motor.

Det er god fiskeskik at behandle fangsten med respekt, uanset om den genudsættes (catch and release) eller hjemtages til konsum. Ved genudsætning bør fisken håndteres skånsomt og hurtigt.